# (19111) 1981 EM29
A (19111) 1981 EM29 a Naprendszer kisbolygóövében található aszteroida. Schelte J. Bus fedezte fel 1981. március 1-jén.